# IPFire
IPFire é uma distribuição Linux concebida para computadores usados como routers e firewalls. O IPFire também pode ser configurado como um sistema de deteção de intrusão. O IPFire usa o firewall Stateful Packet Inspection, que é construído sobre o Linux Netfilter. O IPFire suporta soluções IPsec e OpenVPN.
O IPFire é gerido através de uma aplicação web. O IPFire inclui o seu próprio sistema de gestão de pacotes chamado Pakfire. Através do Pakfire, pode instalar o Tripwire e o Snort, entre outros.
O IPFire foi baseado no IPCop quando foi lançado em 2005, mas a versão 2 foi transferida para a distribuição Linux From Scratch.